# خرکمان

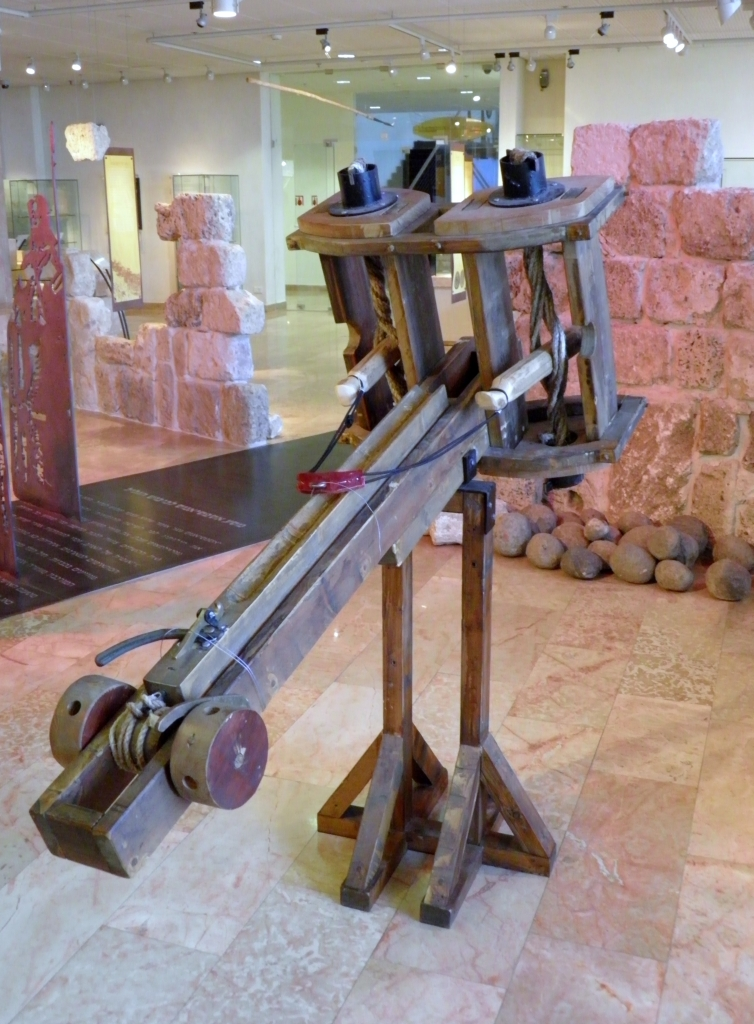
یک خرکمان کوچک بازسازی شده

خَرکَمان یا عَرادّه (به انگلیسی: Ballista) دستگاهی همانند زوبین است که در زمان یونان و روم باستان نخست برای پرتاب سنگ و با گذشت زمان برای پرتاب تیرهای بزرگ به کار برده می‌شده‌است. خرکمان یک دستگاه یونانی پیشرفته است که می‌تواند ساختار مکانیکی گوناگونی داشته باشد و می‌تواند از انرژی اندوخته شده در پیچش جسم‌ها برای پرتاپ بهره بجوید.
نخستین بار در کتاب مقدس از دستگاهی که به دست پیشه‌وران اورشلیم برای برپا کردن بر روی دژهای شهر و پرتاب سنگ در برابر دشمن به کار می‌رفت، نام برده شده است.
نظامی در چامه‌ای می‌گوید:
تنی چون خرکمان از گوژپشتی
بر او پشتی چو کیمخت از درشتی
خرکمان دستی و خرکمان سواره نمونه‌هایی از گونه‌های جورواجور خرکمان هستند.